# Operațiunea Pilonul Apărării
Operațiunea „Pilonul Apărării” (în ebraică: עַמּוּד עָנָן, Amúd Anán „Stâlpul de nori”, după un episod din cartea Exodului din Biblie, unde se povestește cum  evreii ieșiți din Egipt au fost apărați de un stâlp miraculos de nori) a fost o operațiune militară condusă de Armata Israeliană în Fâșia Gaza între 14 și 21 noiembrie 2012. Aceasta a început oficial odată cu uciderea lui Ahmed Jabari, șeful operațiunilor militare din Gaza ale organizației Hamas. Obiectivele declarate ale operațiunii au fost stoparea atacurilor cu rachete originare din Fâșia Gaza împotriva țintelor civile și distrugerea capacităților organizațiilor militante.
Conform Guvernului israelian, operațiunea a fost demarată ca răspuns la rachetele lansate din Fâșia Gaza și la atacurile împotriva militarilor israelieni de la granița dintre Israel și Fâșia Gaza. Grupările palestiniene au declarat că atacurile asupra civililor israelieni se justifică prin blocada impusă Fâșiei Gaza și ocuparea Cisiordaniei și Ierusalimului de Est.
În timpul operațiunii, armata israeliană a lansat peste 1.550 de focuri asupra unor ținte din Fâșia Gaza, printre care se numără lansatoare de rachete, depozite de arme, militanți individuali, numeroase clădiri guvernamentale, câmpuri, case și blocuri. Conform Centrului Palestinian pentru Drepturile Omului (CPDO), 158 de palestinieni au fost uciși până pe 22 noiembrie, dintre care 102 civili, 55 de militanți și un ofițer de poliție. Opt palestinieni au fost executați public de Brigăzile Izz ad-Din al-Qassam pentru presupusa colaborare cu Israelul. Ministerul Sănătății, condus de Hamas, a estimat că aproximativ 840 de palestinieni au fost răniți de la începutul operațiunii.
Declarând că asasinarea lui Jabari „a deschis porțile iadului”, Brigăzile al-Qassam și Jihadul Islamic Palestinian și-au intensificat atacurile cu rachete asupra orașelor din Isarel. Această operațiune a fost numită Operațiunea Pietrele de lut ars (în arabă حجارة سجيل, ḥijārat sajīl) de către Brigăzile al-Qassam și Operațiunea Cerul albastru (în arabă السماء الزرقاء‎, as-samā' az-zarqā) de către membrii JIP.
Grupările palestiniene au lansat peste 1.456 de focuri (rachete Fajr-5, BM-21 Grad, Qassam și mortiere) în Rișon Le-Țion, Beer Șeva, Așdod, Așkelon și alte zone populate; Tel Aviv a fost bombardat pentru prima dată de la Războiul din Golf din 1991, rachetele fiind îndreptate și către Ierusalim. Rachetele au ucis patru civili israelieni – trei dintre ei într-un atac direct asupra unei case din Kiryat Malachi – doi soldați israelieni și mai mulți civili palestinieni. Până la 19 noiembrie, peste 252 de israelieni au fost răniți de atacurile cu rachete.
Iran, Egipt, Turcia și alte state arabe și musulmane au condamnat operațiunea condusă de Israel. Consiliul de Securitate al ONU a ținut o ședință de urgență pe această, dar nu a luat nici o decizie. Pe 21 noiembrie, Hamas și Israel au semnat un armistițiu mediat de Egipt, ambele părți revendicând victoria.

## Context
Conflictul în forma sa actuală se află în desfășurare de când partidul islamic Hamas a câștigat alegerile legislative palestiniene din ianuarie 2006. În iunie 2007, după un conflict militar cu grupul său rival, Fatah, Hamas a preluat controlul Fâșiei Gaza. Drept răspuns, Israel și Egipt au închis granițele terestre cu Fâșia Gaza în aceeași lună, afectând situația economică și umanitară a acesteia. În timp ce Crucea Roșie consideră că blocada impusă de Israel este ilegală sub dreptul umanitar internațional, iar un raport al ONU a declarat că aceasta a fost de asemenea ilegală, o anchetă juridică a ONU a constatat că blocada a fost atât legală, cât și corespunzătoare. Cu toate că Israelul și-a retras în 2005 personalul militar și civil, SUA, ONU și Liga Arabă consideră acest stat ca fiind o putere ocupantă în teritoriu. Hamas, un grup islamist palestinian considerat organizație teroristă de SUA, Uniunea Europeană, Canada, Australia, și Japonia, a cerut distrugerea Israelului încă din 1988. Rusia, Turcia și Norvegia nu consideră că Hamas este o organizație teroristă.
Între Israel și Fâșia Gaza au continuat să apară tensiuni, ambele părți trecând periodic prin diferite conflicte. Unul dintre cele mai cunoscute este conflictul armat de la sfârșitul lui 2008 și începutul lui 2009, care a durat trei săptămâni. Israel a declarat că a avut drept scop oprirea atacului cu rachete din Fâșia Gaza, după ce aproximativ 2.378 de proiectile au fost lansate către Israel pe o perioadă de unsprezece luni. Conform organizației B'Tselem, forțele de securitate israeliene au ucis 271 de plaestinieni în Fâșia Gaza de la terminarea Războiului din Gaza și până la 30 septembrie 2012.
Conform oficialilor israelieni, Hamas, cu ajutorul experților tehnici din Iran și guvernului sudanez, a făcut contrabandă cu rachete iraniene de tip Fajr-5, pe care le-a plasat în zone extrem de populate din Israel. Cu toate acestea, comandantul Gărzilor Revoluționare din Iran, Generalul Mohammad Ali Jafari, a declarat: „Nu am trimis nici o armă în Gaza pentru că se află sub blocadă, dar suntem onorați să vă anunțăm că le-am dat tehnologia rachetelor Fajr-5.” Între timp, Ali Larijani a declarat că Iranul a fost „onorat” să ajute Hamas cu „aspecte materiale și militare”. În Gaza se află aproximativ 35.000 de luptători palestinieni, în timp ce Israelul are în armată 175.000 de recruți.

## Cronologie

### 14 noiembrie
Operațiunea a început în jurul orei 16:00 (ora Israelului) cu un atac aerian care a vizat automobilul în care se afla Ahmed Jabari, liderul aripii militare a Hamas. Osama Hamdan, un reprezentant al Hamas în Liban, a susținut că și fiul lui Jabari a fost ucis, însă afirmația s-a dovedit a fi falsă. Armata israeliană a dat publicității înregistrarea cu raidul aerian.
Militanții din Gaza au continuat să lanseze rachete spre orașele israeliene Beer Șeva, Așdod, Ofakim și spre consiliile regionale Hanegev Shaar și Eshkol. Sistemul de apărare Cupola de fier a făcut 130 de interceptări. Aproximativ 55 de rachete au fost lansate în seara de 14 noiembrie, printre care și o rachetă BM-21 Grad îndreptată spre Centrul de Cercetare Nucleară Negev de lângă Dimona.

## Extindere

### Cisiordania
Conflictul armat a declanșat ample proteste în Cisiordania, care au dus la ciocniri între palestinieni și Armata Israeliană. Drumul dintre Ierusalim și Gush Etzion a fost închis ca urmare a protestelor violente.
Pe 18 noiembrie 2012, un palestinian de 31 de ani care participa la o demonstrație în localitatea Nabi Saleh a fost ucis de un foc israelian. Armata Israeliană, care a catalogat demonstrația drept „ilegal și violent”, a lansat o anchetă asupra incidentului. O zi mai târziu, peste 50 de palestinieni au fost răniți în timpul protestelor de solidaritate organizate în Ierusalimul de Est, Ramala, Betleem, Beit Ummar și Qalandia. Mii de oameni au mărșăluit în semn de protest față de uciderea unui protestatar în ziua precedentă.
Mai multe proteste și ciocniri au avut loc în Cisiordania între 21 și 22 noiembrie. Mii de palestinieni au protestat față de moartea lui Rushdi al-Tamimi, al cărui proces a trecut prin Ramala și Universitatea Birzeit înainte de a se termina în orașul său natal, Nabi Saleh. Protestatarii care au participat la funeralii au aruncat cu pietre în trupele israeliene de la intrarea în sat, acestea răspunzând cu gaze lacrimogene și gloanțe de cauciuc. Sute de persoane îndoliate au participat la funeraliile palestinianului ucis în Hebron, la 20 noiembrie. După înmormântare, mai mulți tineri protestatari s-au apropiat de o așezare israeliană de lângă Piața Bab Al-Zawiya, ceea ce a dus la ciocniri cu forțele israeliene. Aproximativ 40 de palestinieni au fost răniți. În orașul Nablus, sute de protestatari au fluturat steagul Hamas. Intrarea în Bani Naim a fost închisă de armata israeliană, după mai multe ciocniri între aceasta și locuitorii orașului.  Între timp, Al-Jalama, un sat din nordul Cisiordaniei, a fost declarat „zonă militară închisă”, după ce sute de demonstranți palestinieni au protestat la punctul de control. Cinci palestinieni au fost arestați în raidurile armatei israeliene în Ya'bad și Tubas.

### Liban
Tot pe 20 noiembrie, o patrulă a armatei libaneze a descoperit două rachete Grad de 107 mm, gata de lansare, între satele Halta și Mari, la aproximativ 2 mile de granița cu Israelul. Rachetele au fost dezamorsate, iar generalul israelian Yoav Mordechai a declarat că facțiuni palestiniene din Liban au fost probabil în spatele planului.
Pe 21 noiembrie, conform oficialilor de la Beirut, două rachete lansate din Liban către Israel s-au prăbușit în interiorul Libanului, iar pe 22 noiembrie, după semnarea armistițiului, armata libaneză a mai dezarmat o rachetă amplasată în localitatea Marjayoun, aflată la 10 km de granița cu Israelul.

## Armistițiu
Israel și Hamas au refuzat să discute în mod direct, iar negocierile s-au desfășurat prin intermediari. Principalii jucători din negocierea armistițiului au fost oficiali din SUA și Egipt, care au îndeplinit rolul de facilitatori.

### Tentative de armistițiu
Negocierile indirecte dintre Israel și Hamas au fost mediate Egipt. Președintele egiptean Mohamed Morsi a prezis că negocierie ar conduce la rezultate pozitive în curând. În schimb, Secretarul de Stat american Hillary Clinton, după o întâlnire cu Netaniahu, a declarat că procesul va avea loc „poimâine”. Secretarul General al ONU, Ban Ki Moon, s-a întâlnit de asemenea cu Netaniahu pentru a încerca să pună capăt violenței. Ministrul de Externe turc și diplomații din Liga Arabă au fost trimiși în Gaza pentru a promova un armistițiu între părțile aflate în conflict.
Conform rapoartelor din Cairo, Israelul a făcut 6 cereri pentru un armistițiu:
1. Fără violență pe o perioadă mai mare de 15 ani.
2. Fără contrabandă sau transfer de arme în Gaza.
3. Încetarea tuturor atacurilor cu rachete asupra soldaților israelieni.
4. Israelul își rezervă dreptul de a ataca teroriștii în cazul unui atac sau a unui posibil atac.
5. Punctele de trecere a frontierei dintre Israel și Gaza vor rămâne închise.
6. Politicienii din Egipt trebuie să garanteze cererile de mai sus.

În schimbul unui armistițiu, cererile includ ridicarea blocadei navale din Gaza, garanțiile comunității internaționale pentru încetarea crimelor vizate, oprirea raidurilor transfrontaliere efectuate de Armata israeliană și încetarea atacului. Liderul Hamas Khaled Meshaal a cerut în plus „garanțiile internaționale” pentru ridicarea blocadei.

## Victime

### Victimele palestiniene
Pe 20 noiembrie 2012, oficialii din domeniul sănătății din Gaza au declarat că aproximativ 113 palestinieni au fost uciși de la începutul operațiunii, dintre care 53 au fost civili, 49 militanți și un polițist.

## Reacții
Din perspectiva Israelului, operația a reușit deoarece a restabilit descurajarea.
Guvernele din Europa și America de Nord au declarat în timpul operațiunii că Israelul a avut dreptul de a se apăra împotriva atacurilor palestiniene originare din Fâșia Gaza asupra populației civile.
Guvernul islamist al Egiptului a condamnat operațiunea și a rechemat pe ambasadorul în Israel pentru consultări.